# Comuna Ry
Ry (Ry Kommune) a fost o comună din comitatul Århus Amt, Danemarca, care a existat între anii 1970-2006. Comuna avea o suprafață totală de 152,44 km² și o populație de 11.244 de locuitori (în 2005), iar din 2007 teritoriul său face parte din comuna Skanderborg.
1. ↑  Danske borgmestre 1970-2018 (PDF)